# Vongozero
Vongorezo (en alphabet cyrillique Вонгозеро) est un roman d'anticipation russe de Yana Vagner dont l'édition originale en russe est sortie en 2011 à Moscou chez Eksmo.
Certains critiques le rattachent aux romans post-apocalyptiques
C'est le premier livre de l'auteur. Il a été adapté en série télévisée par la télévision russe à partir de 2019.

## Intrigue
Le récit relate ce que devient une famille russe s'échappant du centre du pays alors qu'une pandémie se développe sur toute la planète. L'odyssée est racontée de l'intérieur par la narratrice Anna, accompagnée d'abord de son mari, de son fils et de son beau-père, puis par la première femme de son mari et leur fils, qui ont réussi à s'échapper de Moscou malgré la quarantaine, et de diverses personnes qui s'agrègent au groupe dans un monde hostile, sans ordre public. Ils finissent par arriver dans une maison forestière en Carélie.
Les personnages principaux
- Anna, narratrice (36 ans)
- Sergueï, son mari actuel
- Micha, fils d'Anna (16 ans)
- Boris, père de Sergueï
- Léonid, voisin de Sergueï et Anna
- Marina, son épouse
- Irina, ex-femme de Sergueï
- Anton (Antochka), fils d'Irina et Sergueï (5 ans)
- Andreï et Natacha,

## Prix et récompenses
Vongozero a été nommé pour le Prix national du bestseller (ru) en Russie.
La version française, traduite par Raphaëlle Pache a obtenu une mention spéciale au Prix Russophonie 2015 de la meilleure traduction. Elle a été sélectionnée en février 2015 pour le Grand prix des lectrices de Elle

## Éditions
Outre le russe et le français, l'ouvrage a paru dans les langues suivantes :
- édition tchèque : Pandemie, Knižní klub (cs), 2013  (ISBN 978-80-242-4125-8) traduit par Rudolf Řežábek.
- édition lituanienne : Vongo ežeras, Alma Littera (lt), 2015  (ISBN 978-609-01-1718-7) traduit par Zita Marienė (lt)
- édition polonaise : Pandemia, Zysk i Spółka, 2015  (ISBN 978-83-7785-441-9) traduit par Walentyna Mikołajczyk-Trzcińska
- édition slovaque : Vongozero, Ikar (roman), 2013  (ISBN 978-80-551-3374-4) traduit par Ján Štrasser (sk).
- édition suédoise : Ön, Ersatz (sv)  (ISBN 978-91-87219-66-5) traduit par Karin Lidén